# Ski alpin aux Jeux olympiques de la jeunesse d'hiver de 2012
Navigation
2016
Les épreuves de ski alpin aux Jeux olympiques de la jeunesse d'hiver de 2012 ont eu lieu au Olympia Run Patscherkofel, à Igls, près d'Innsbruck en Autriche, du 14 au 22 janvier 2012. La différence entre le programme de ski alpin des JOJ et celui des Jeux olympiques d'hiver est qu'il n'y a pas eu d'épreuve de descente pour les deux sexes et qu'il y a eu l'inclusion d'une épreuve par équipe.

## Médailles

### Tableau des médailles
| Rang  | Nation    | Or | Argent | Bronze | Total |
| ----- | --------- | -- | ------ | ------ | ----- |
| 1     | Autriche  | 3  | 0      | 2      | 5     |
| 2     | France    | 2  | 2      | 1      | 5     |
| 3     | Suède     | 1  | 1      | 0      | 2     |
| 4     | Suisse    | 1  | 0      | 3      | 4     |
| 5     | Maroc     | 1  | 0      | 0      | 1     |
|       | Slovaquie | 1  | 0      | 0      | 1     |
| 7     | Norvège   | 0  | 2      | 0      | 2     |
| 8     | Belgique  | 0  | 1      | 0      | 1     |
|       | Canada    | 0  | 1      | 0      | 1     |
|       | Italie    | 0  | 1      | 0      | 1     |
|       | Slovénie  | 0  | 1      | 0      | 1     |
| 12    | Andorre   | 0  | 0      | 1      | 1     |
|       | Pays-Bas  | 0  | 0      | 1      | 1     |
|       | Russie    | 0  | 0      | 1      | 1     |
| Total | Total     | 9  | 9      | 9      | 27    |

### Épreuves

#### Hommes
| Épreuves                                | Or                   | Or            | Argent                      | Argent        | Bronze                   | Bronze        |
| --------------------------------------- | -------------------- | ------------- | --------------------------- | ------------- | ------------------------ | ------------- |
| Super-G hommes résultats détaillés      | Adam Lamhamedi (MAR) | 1 min 04 s 45 | Fredrik Bauer (SWE)         | 1 min 04 s 57 | Joan Verdu Sanchez (AND) | 1 min 04 s 65 |
| Slalom géant hommes résultats détaillés | Marco Schwarz (AUT)  | 1 min 51 s 70 | Hannes Zingerle (ITA)       | 1 min 52 s 10 | Sandro Simonet (SUI)     | 1 min 52 s 33 |
| Slalom hommes résultats détaillés       | Sandro Simonet (SUI) | 1 min 18 s 36 | Dries van den Broecke (BEL) | 1 min 20 s 26 | Mathias Elmar Graf (AUT) | 1 min 20 s 35 |
| Combiné hommes résultats détaillés      | Marco Schwarz (AUT)  | 1 min 40 s 45 | Miha Hrobat (SLO)           | 1 min 41 s 12 | Sandro Simonet (SUI)     | 1 min 41 s 45 |

#### Femmes
| Épreuves                                | Or                           | Or            | Argent                       | Argent        | Bronze                    | Bronze        |
| --------------------------------------- | ---------------------------- | ------------- | ---------------------------- | ------------- | ------------------------- | ------------- |
| Super-G femmes résultats détaillés      | Estelle Alphand (FRA)        | 1 min 05 s 78 | Nora Grieg Christensen (NOR) | 1 min 05 s 79 | Christina Ager (AUT)      | 1 min 06 s 06 |
| Slalom géant femmes résultats détaillés | Clara Direz (FRA)            | 1 min 56 s 13 | Estelle Alphand (FRA)        | 1 min 56 s 34 | Jasmina Suter (SUI)       | 1 min 56 s 45 |
| Slalom femmes résultats détaillés       | Petra Vlhova (SVK)           | 1 min 19 s 76 | Roni Remme (CAN)             | 1 min 21 s 25 | Ekaterina Tkachenko (RUS) | 1 min 21 s 62 |
| Combiné femmes résultats détaillés      | Magdalena Fjaellstroem (SWE) | 1 min 40 s 82 | Estelle Alphand (FRA)        | 1 min 41 s 41 | Adriana Jelinkova (NED)   | 1 min 42 s 21 |

#### Mixte
| Épreuve                                                  | Or                                                                      | Argent                                                                            | Bronze                                                         |
| -------------------------------------------------------- | ----------------------------------------------------------------------- | --------------------------------------------------------------------------------- | -------------------------------------------------------------- |
| Épreuve parallèle par équipes mixtes résultats détaillés | Autriche Martina Rettenwender Marco Schwarz Christina Ager Mathias Graf | Norvège Nora Grieg Christensen Martin Fjeldberg Mina Fürst Holtmann Marcus Monsen | France Estelle Alphand Victor Schuller Clara Direz Leny Herpin |

## Système de qualification
Chaque nation peut envoyer un maximum de 4 athlètes (2 hommes et 2 femmes). Les sept pays les mieux placés aux championnats du monde junior de ski alpin à Crans-Montana en Suisse ainsi que le pays hôte, l'Autriche auront le droit d'envoyer le maximum de quatre athlètes. D'autres places seront attribuées aux pays suivants qui ont marqué des points pour le Trophée Marc Holder aux mêmes championnats. Les places restantes seront distribués aux nations non encore qualifiés, avec un maximum d'un homme et d'une femme par nation. Le nombre de places est de 115 mais avec la redistribution des places, chaque sexe a droit a une place en plus. Les places par nation, mises à jour, ont été annoncés le 12 décembre 2011 mais elles sont sujettes à des changements.

## Qualifié(e)s par pays
| CNO                | Hommes | Femmes | Total |
| ------------------ | ------ | ------ | ----- |
| Afrique du Sud     | 1      |        | 1     |
| Allemagne          | 2      | 2      | 4     |
| Andorre            | 1      | 1      | 2     |
| Argentine          | 1      | 1      | 2     |
| Australie          | 1      | 1      | 2     |
| Autriche           | 2      | 2      | 4     |
| Belgique           | 1      |        | 1     |
| Biélorussie        |        | 1      | 1     |
| Bosnie-Herzégovine | 1      | 1      | 2     |
| Brésil             | 1      | 1      | 2     |
| Bulgarie           | 1      | 1      | 2     |
| Canada             | 2      | 2      | 4     |
| Chili              | 1      | 1      | 2     |
| Taipei chinois     | 1      |        | 1     |
| Corée du Sud       | 1      | 1      | 2     |
| Chypre             | 1      |        | 1     |
| Croatie            | 1      | 1      | 2     |
| Danemark           | 1      | 1      | 2     |
| Érythrée           | 1      |        | 1     |
| Espagne            | 1      | 1      | 2     |
| Estonie            | 1      | 1      | 2     |
| États-Unis         | 1      | 1      | 2     |
| Finlande           | 1      | 1      | 2     |
| France             | 2      | 2      | 4     |
| Géorgie            | 1      | 1      | 2     |
| Grande-Bretagne    | 1      | 1      | 2     |
| Grèce              | 1      | 1      | 2     |
| Hongrie            | 1      | 1      | 2     |
| Îles Caïmans       | 1      |        | 1     |
| Inde               |        | 1      | 1     |
| Iran               | 1      | 1      | 2     |
| Irlande            |        | 1      | 1     |
| Islande            | 1      | 1      | 2     |
| Italie             | 2      | 2      | 4     |
| Japon              | 1      | 1      | 2     |
| Kazakhstan         | 1      | 1      | 2     |
| Lettonie           | 1      | 1      | 2     |
| Liban              | 1      | 1      | 2     |
| Liechtenstein      | 1      |        | 1     |
| Lituanie           | 1      | 1      | 2     |
| Luxembourg         |        | 1      | 1     |
| Macédoine du Nord  | 1      |        | 1     |
| Maroc              | 1      |        | 1     |
| Monaco             | 1      |        | 1     |
| Monténégro         |        | 1      | 1     |
| Népal              | 1      |        | 1     |
| Norvège            | 2      | 2      | 4     |
| Nouvelle-Zélande   | 1      | 1      | 2     |
| Ouzbékistan        | 1      |        | 1     |
| Pays-Bas           | 1      | 1      | 2     |
| Pérou              |        | 1      | 1     |
| Philippines        | 1      |        | 1     |
| Pologne            | 1      | 1      | 2     |
| République tchèque | 1      | 1      | 2     |
| Roumanie           | 1      |        | 1     |
| Russie             | 1      | 1      | 2     |
| Saint-Marin        | 1      |        | 1     |
| Serbie             | 1      |        | 1     |
| Slovaquie          | 1      | 1      | 2     |
| Slovénie           | 2      | 2      | 4     |
| Suède              | 1      | 1      | 2     |
| Suisse             | 2      | 2      | 4     |
| Turquie            | 1      | 1      | 2     |
| Ukraine            | 1      | 1      | 2     |
| Total athlètes     | 66     | 56     | 121   |
| Total CNO          | 58     | 48     | 64    |

## Résultats

### Super-G hommes
L'épreuve s'est déroulée le 14 janvier avec 55 athlètes de 47 pays différents.
| Rang                                | N° | Nom                     | Pays               | Temps           | Différence      |                 |
| ----------------------------------- | -- | ----------------------- | ------------------ | --------------- | --------------- | --------------- |
| Médaille d'or, Jeux olympiques      | 13 | Adam Lamhamedi          | Maroc              | 1 min 04 s 45   |                 |                 |
| Médaille d'argent, Jeux olympiques  | 14 | Fredrik Bauer           | Suède              | 1 min 04 s 57   | + 0 s 12        |                 |
| Médaille de bronze, Jeux olympiques | 2  | Joan Verdu Sanchez      | Andorre            | 1 min 04 s 65   | + 0 s 20        |                 |
| 4                                   | 8  | Victor Schuller         | France             | 1 min 04 s 81   | + 0 s 36        |                 |
| 5                                   | 3  | Lucas Krahnert          | Allemagne          | 1 min 04 s 84   | + 0 s 39        |                 |
| 6                                   | 12 | Marcus Monsen           | Norvège            | 1 min 04 s 97   | + 0 s 52        |                 |
| 7                                   | 19 | Davide da Villa         | Italie             | 1 min 05 s 53   | + 1 s 08        |                 |
| 8                                   | 20 | Massimiliano Valcareggi | Grèce              | 1 min 05 s 55   | + 1 s 10        |                 |
| 9                                   | 9  | Hannes Zingerle         | Italie             | 1 min 05 s 57   | + 1 s 12        |                 |
| 10                                  | 44 | Mathias Elmar Graf      | Autriche           | 1 min 05 s 62   | + 1 s 17        |                 |
| 11                                  | 41 | Sandro Simonet          | Suisse             | 1 min 05 s 71   | + 1 s 26        |                 |
| 12                                  | 30 | Seiya Hiroshima         | Japon              | 1 min 06 s 00   | + 1 s 55        |                 |
| 13                                  | 18 | Ian Gut                 | Suisse             | 1 min 06 s 06   | + 1 s 61        |                 |
| 14                                  | 22 | Martin Stepan           | République tchèque | 1 min 06 s 24   | + 1 s 79        |                 |
| 15                                  | 10 | Artem Pak               | Russie             | 1 min 06 s 27   | + 1 s 82        |                 |
| 16                                  | 17 | Alex Leever             | États-Unis         | 1 min 06 s 33   | + 1 s 88        |                 |
| 17                                  | 26 | Paul Henderson          | Grande-Bretagne    | 1 min 06 s 97   | + 2 s 52        |                 |
| 18                                  | 27 | Roman Murin             | Slovaquie          | 1 min 07 s 01   | + 2 s 56        |                 |
| 19                                  | 23 | Jakob Helgi Bjarnason   | Islande            | 1 min 07 s 07   | + 2 s 62        |                 |
| 20                                  | 46 | Lambert Quezel          | Canada             | 1 min 07 s 40   | + 2 s 95        |                 |
| 21                                  | 28 | Sebastian Echeverria    | Chili              | 1 min 07 s 59   | + 3 s 14        |                 |
| 22                                  | 24 | Kim Dong-Woo            | Corée du Sud       | 1 min 07 s 65   | + 3 s 20        |                 |
| 23                                  | 35 | Andrzej Dziedzic        | Pologne            | 1 min 07 s 98   | + 3 s 53        |                 |
| 24                                  | 21 | Adria Bertran           | Espagne            | 1 min 08 s 21   | + 3 s 76        |                 |
| 25                                  | 45 | Ramiro Fregonese        | Argentine          | 1 min 08 s 48   | + 4 s 03        |                 |
| 26                                  | 31 | Juho Sattanen           | Finlande           | 1 min 08 s 86   | + 4 s 41        |                 |
| 27                                  | 33 | Dmytro Mytsak           | Ukraine            | 1 min 08 s 89   | + 4 s 44        |                 |
| 28                                  | 43 | Tonis Loik              | Estonie            | 1 min 09 s 00   | + 4 s 55        |                 |
| 29                                  | 34 | Georgi Nushev           | Bulgarie           | 1 min 09 s 11   | + 4 s 66        |                 |
| 30                                  | 32 | Mihai Andrei Centiu     | Roumanie           | 1 min 09 s 42   | + 4 s 97        |                 |
| 31                                  | 25 | Harry Izard-Price       | Nouvelle-Zélande   | 1 min 09 s 52   | + 5 s 07        |                 |
| 32                                  | 47 | Miks Edgars Zvejnieks   | Lettonie           | 1 min 09 s 99   | + 5 s 54        |                 |
| 33                                  | 29 | Ruslan Sabitov          | Kazakhstan         | 1 min 10 s 32   | + 5 s 87        |                 |
| 34                                  | 40 | Marton Kekesi           | Hongrie            | 1 min 11 s 70   | + 7 s 25        |                 |
| 35                                  | 50 | Rokas Zaveckas          | Lituanie           | 1 min 12 s 29   | + 7 s 84        |                 |
| 36                                  | 53 | Alexandre Mohbat        | Liban              | 1 min 14 s 42   | + 9 s 97        |                 |
| 37                                  | 55 | Mustafa Topaloglu       | Turquie            | 1 min 15 s 64   | + 11 s 19       |                 |
| 38                                  | 51 | Bryan Pelassy           | Monaco             | 1 min 16 s 51   | + 12 s 06       |                 |
| 39                                  | 52 | Nima Baha               | Iran               | 1 min 17 s 43   | + 12 s 98       |                 |
| 40                                  | 38 | Arkadiy Semenchenko     | Ouzbékistan        | 1 min 17 s 50   | + 13 s 05       |                 |
| 41                                  | 54 | Sive Speelman           | Afrique du Sud     | 1 min 18 s 31   | + 13 s 86       |                 |
|                                     | 1  | Martin Grasic           | Canada             | N'a pas terminé | N'a pas terminé | N'a pas terminé |
|                                     | 4  | Miha Hrobat             | Slovénie           | N'a pas terminé | N'a pas terminé | N'a pas terminé |
|                                     | 5  | Leny Herpin             | France             | N'a pas terminé | N'a pas terminé | N'a pas terminé |
|                                     | 6  | Martin Fjeldberg        | Norvège            | N'a pas terminé | N'a pas terminé | N'a pas terminé |
|                                     | 7  | Marco Schwarz           | Autriche           | N'a pas terminé | N'a pas terminé | N'a pas terminé |
|                                     | 11 | Stefan Hadalin          | Slovénie           | N'a pas terminé | N'a pas terminé | N'a pas terminé |
|                                     | 16 | Dries van den Broecke   | Belgique           | N'a pas terminé | N'a pas terminé | N'a pas terminé |
|                                     | 36 | Shannon Abeda           | Érythrée           | N'a pas terminé | N'a pas terminé | N'a pas terminé |
|                                     | 42 | Istok Rodeš             | Croatie            | N'a pas terminé | N'a pas terminé | N'a pas terminé |
|                                     | 48 | Manuel Hug              | Liechtenstein      | N'a pas terminé | N'a pas terminé | N'a pas terminé |
|                                     | 49 | Frederik Munck Bigom    | Danemark           | N'a pas terminé | N'a pas terminé | N'a pas terminé |
|                                     | 15 | Nikolaus Ertl           | Allemagne          | Disqualifié     | Disqualifié     | Disqualifié     |
|                                     | 37 | Harry Laidlaw           | Australie          | Disqualifié     | Disqualifié     | Disqualifié     |
|                                     | 39 | Marjan Nasoku           | Macédoine du Nord  | Disqualifié     | Disqualifié     | Disqualifié     |

### Slalom géant hommes
L'épreuve s'est déroulée le 19 janvier avec 64 athlètes de 56 pays différents.
| Rang                               | Nom                     | Pays               | Manche 1        | Manche 2        | Total           | Différence      |
| ---------------------------------- | ----------------------- | ------------------ | --------------- | --------------- | --------------- | --------------- |
| Médaille d'or, Jeux olympiques     | Marco Schwarz           | Autriche           | 57 s 31         | 54 s 39         | 1 min 51 s 70   |                 |
| Médaille d'argent, Jeux olympiques | Hannes Zingerle         | Italie             | 57 s 54         | 54 s 56         | 1 min 52 s 10   | + 0 s 40        |
| Médaille de bronze                 | Sandro Simonet          | Suisse             | 57 s 46         | 54 s 87         | 1 min 52 s 33   | + 0 s 63        |
| 4                                  | Martin Fjeldberg        | Norvège            | 57 s 62         | 55 s 27         | 1 min 52 s 89   | + 1 s 19        |
| 5                                  | Marcus Monsen           | Norvège            | 58 s 30         | 55 s 03         | 1 min 53 s 33   | + 1 s 63        |
| 6                                  | Istok Rodes             | Croatie            | 57 s 82         | 56 s 64         | 1 min 54 s 46   | + 2 s 76        |
| 7                                  | Seiya Hiroshima         | Japon              | 59 s 09         | 55 s 67         | 1 min 54 s 76   | + 3 s 06        |
| 8                                  | Nikolaus Ertl           | Allemagne          | 1 min 00 s 43   | 54 s 70         | 1 min 55 s 13   | + 3 s 43        |
| 9                                  | Tonis Luik              | Estonie            | 59 s 72         | 55 s 80         | 1 min 55 s 52   | + 3 s 82        |
| 10                                 | Ian Gut                 | Suisse             | 1 min 00 s 15   | 55 s 39         | 1 min 55 s 54   | + 3 s 84        |
| 11                                 | Alex Leever             | États-Unis         | 59 s 89         | 56 s 09         | 1 min 55 s 98   | + 4 s 28        |
| 12                                 | Artem Pak               | Russie             | 1 min 00 s 50   | 55 s 59         | 1 min 56 s 09   | + 4 s 39        |
| 13                                 | Miks Edgars Zvejnieks   | Lettonie           | 1 min 00 s 31   | 56 s 16         | 1 min 56 s 47   | + 4 s 77        |
| 14                                 | Harry Izard−Price       | Nouvelle-Zélande   | 1 min 00 s 76   | 56 s 31         | 1 min 57 s 07   | + 5 s 37        |
| 15                                 | Andrzej Dziedzic        | Pologne            | 1 min 00 s 76   | 56 s 55         | 1 min 57 s 31   | + 5 s 61        |
| 16                                 | Lambert Quezel          | Canada             | 1 min 00 s 75   | 56 s 66         | 1 min 57 s 41   | + 5 s 71        |
| 17                                 | Stefan Hadalin          | Slovénie           | 59 s 27         | 58 s 21         | 1 min 57 s 48   | + 5 s 78        |
| 18                                 | Manuel Hug              | Liechtenstein      | 1 min 00 s 44   | 57 s 16         | 1 min 57 s 60   | + 5 s 90        |
| 19                                 | Strahinja Stanisic      | Serbie             | 1 min 01 s 85   | 57 s 15         | 1 min 59 s 00   | + 7 s 30        |
| 20                                 | Nikoloz Kozanashvili    | Géorgie            | 1 min 01 s 77   | 57 s 98         | 1 min 59 s 75   | + 8 s 05        |
| 21                                 | Marton Kekesi           | Hongrie            | 1 min 02 s 15   | 57 s 76         | 1 min 59 s 91   | + 8 s 21        |
| 22                                 | Martin Stepan           | République tchèque | 1 min 01 s 25   | 59 s 02         | 2 min 00 s 27   | + 8 s 57        |
| 23                                 | Mihai Andrei Centiu     | Roumanie           | 1 min 02 s 69   | 58 s 39         | 2 min 01 s 08   | + 9 s 38        |
| 23                                 | Dries Van Den Broecke   | Belgique           | 1 min 05 s 32   | 55 s 76         | 2 min 01 s 08   | + 9 s 38        |
| 25                                 | Juho Sattanen           | Finlande           | 59 s 12         | 1 min 01 s 98   | 2 min 01 s 10   | + 9 s 40        |
| 26                                 | Ruslan Sabitov          | Kazakhstan         | 1 min 03 s 52   | 58 s 05         | 2 min 01 s 57   | + 9 s 87        |
| 27                                 | Frederik Munck Bigom    | Danemark           | 1 min 03 s 07   | 58 s 87         | 2 min 01 s 94   | + 10 s 24       |
| 28                                 | Dmytro Mytsak           | Ukraine            | 1 min 03 s 03   | 59 s 88         | 2 min 02 s 91   | + 11 s 21       |
| 29                                 | Rokas Zaveckas          | Lituanie           | 1 min 03 s 30   | 59 s 96         | 2 min 03 s 26   | + 11 s 56       |
| 30                                 | Alexandre Mohbat        | Liban              | 1 min 04 s 26   | 1 min 00 s 21   | 2 min 04 s 47   | + 12 s 77       |
| 31                                 | Marjan Nashoku          | Macédoine du Nord  | 1 min 03 s 84   | 1 min 01 s 46   | 2 min 05 s 30   | + 13 s 60       |
| 32                                 | Tobias Macedo           | Brésil             | 1 min 06 s 51   | 1 min 01 s 06   | 2 min 07 s 57   | + 15 s 87       |
| 33                                 | Bryan Pelassy           | Monaco             | 1 min 06 s 17   | 1 min 01 s 56   | 2 min 07 s 73   | + 16 s 03       |
| 34                                 | Nima Baha               | Iran               | 1 min 06 s 73   | 1 min 03 s 86   | 2 min 10 s 59   | + 18 s 89       |
| 35                                 | Sive Speelman           | Afrique du Sud     | 1 min 08 s 96   | 1 min 03 s 25   | 2 min 12 s 21   | + 20 s 51       |
| 36                                 | Vincenzo Michelotti     | Saint-Marin        | 1 min 11 s 34   | 1 min 01 s 44   | 2 min 12 s 78   | + 21 s 08       |
| 37                                 | Abel Tesfamariam        | Philippines        | 1 min 10 s 20   | 1 min 04 s 13   | 2 min 14 s 33   | + 22 s 63       |
| 38                                 | Wu Meng−Che             | Taipei chinois     | 1 min 36 s 28   | 1 min 30 s 81   | 3 min 07 s 09   | + 1 min 15 s 39 |
| 39                                 | Bibash Lama             | Népal              | 1 min 42 s 29   | 1 min 31 s 39   | 3 min 13 s 68   | + 1 min 21 s 98 |
|                                    | Miha Hrobat             | Slovénie           | 56 s 95         | Disqualifié     | Disqualifié     | Disqualifié     |
|                                    | Victor Schuller         | France             | 57 s 35         | N'a pas terminé | N'a pas terminé | N'a pas terminé |
|                                    | Sebastian Echeverria    | Chili              | 58 s 13         | N'a pas terminé | N'a pas terminé | N'a pas terminé |
|                                    | Mathias Elmar Graf      | Autriche           | 58 s 34         | N'a pas terminé | N'a pas terminé | N'a pas terminé |
|                                    | Adria Bertran           | Espagne            | 59 s 94         | N'a pas terminé | N'a pas terminé | N'a pas terminé |
|                                    | Ramiro Fregonese        | Argentine          | 1 min 00 s 48   | N'a pas terminé | N'a pas terminé | N'a pas terminé |
|                                    | Roman Murin             | Slovaquie          | 1 min 00 s 67   | N'a pas terminé | N'a pas terminé | N'a pas terminé |
|                                    | Dinos Lefkaritis        | Chypre             | 1 min 06 s 71   | N'a pas terminé | N'a pas terminé | N'a pas terminé |
|                                    | Massimiliano Valcareggi | Grèce              | 1 min 14 s 65   | N'a pas terminé | N'a pas terminé | N'a pas terminé |
|                                    | Shannon Abeda           | Érythrée           | N'a pas terminé | N'a pas terminé | N'a pas terminé | N'a pas terminé |
|                                    | Fredrik Bauer           | Suède              | N'a pas terminé | N'a pas terminé | N'a pas terminé | N'a pas terminé |
|                                    | Jakob Helgi Bjarnason   | Islande            | N'a pas terminé | N'a pas terminé | N'a pas terminé | N'a pas terminé |
|                                    | Davide Da Villa         | Italie             | N'a pas terminé | N'a pas terminé | N'a pas terminé | N'a pas terminé |
|                                    | Martin Grasic           | Canada             | N'a pas terminé | N'a pas terminé | N'a pas terminé | N'a pas terminé |
|                                    | Paul Henderson          | Grande-Bretagne    | N'a pas terminé | N'a pas terminé | N'a pas terminé | N'a pas terminé |
|                                    | Leny Herpin             | France             | N'a pas terminé | N'a pas terminé | N'a pas terminé | N'a pas terminé |
|                                    | Kim Dong−Woo            | Corée du Sud       | N'a pas terminé | N'a pas terminé | N'a pas terminé | N'a pas terminé |
|                                    | Lucas Krahnert          | Allemagne          | N'a pas terminé | N'a pas terminé | N'a pas terminé | N'a pas terminé |
|                                    | Harry Laidlaw           | Australie          | N'a pas terminé | N'a pas terminé | N'a pas terminé | N'a pas terminé |
|                                    | Adam Lamhamedi          | Maroc              | N'a pas terminé | N'a pas terminé | N'a pas terminé | N'a pas terminé |
|                                    | Georgi Nushev           | Bulgarie           | N'a pas terminé | N'a pas terminé | N'a pas terminé | N'a pas terminé |
|                                    | Arkadiy Semenchenko     | Ouzbékistan        | N'a pas terminé | N'a pas terminé | N'a pas terminé | N'a pas terminé |
|                                    | Marko Sljivic           | Bosnie-Herzégovine | N'a pas terminé | N'a pas terminé | N'a pas terminé | N'a pas terminé |
|                                    | Mustafa Topaloglu       | Turquie            | Disqualifié     | Disqualifié     | Disqualifié     | Disqualifié     |
|                                    | Joan Verdu Sanchez      | Andorre            | N'a pas terminé | N'a pas terminé | N'a pas terminé | N'a pas terminé |

### Slalom hommes
L'épreuve s'est déroulée le 21 janvier avec 62 athlètes de 54 pays différents.
| Rang                                | Nom                     | Pays               | Manche 1        | Manche 2        | Total           | Différence      |
| ----------------------------------- | ----------------------- | ------------------ | --------------- | --------------- | --------------- | --------------- |
| Médaille d'or, Jeux olympiques      | Sandro Simonet          | Suisse             | 38 s 62         | 39 s 74         | 1 min 18 s 36   |                 |
| Médaille d'argent, Jeux olympiques  | Dries Van Den Broecke   | Belgique           | 39 s 80         | 40 s 46         | 1 min 20 s 26   | + 1 s 90        |
| Médaille de bronze, Jeux olympiques | Mathias Elmar Graf      | Autriche           | 40 s 16         | 40 s 19         | 1 min 20 s 35   | + 1 s 99        |
| 4                                   | Davide Da Villa         | Italie             | 39 s 97         | 40 s 52         | 1 min 20 s 49   | + 2 s 13        |
| 5                                   | Stefan Hadalin          | Slovénie           | 41 s 01         | 39 s 72         | 1 min 20 s 73   | + 2 s 37        |
| 6                                   | Nikolaus Ertl           | Allemagne          | 40 s 68         | 40 s 44         | 1 min 21 s 12   | + 2 s 76        |
| 7                                   | Lucas Krahnert          | Allemagne          | 40 s 53         | 40 s 74         | 1 min 21 s 27   | + 2 s 91        |
| 8                                   | Joan Verdu Sanchez      | Andorre            | 41 s 27         | 40 s 06         | 1 min 21 s 33   | + 2 s 97        |
| 9                                   | Istok Rodes             | Croatie            | 41 s 15         | 40 s 84         | 1 min 21 s 99   | + 3 s 63        |
| 10                                  | Martin Grasic           | Canada             | 41 s 57         | 40 s 75         | 1 min 22 s 32   | + 3 s 96        |
| 11                                  | Fredrik Bauer           | Suède              | 42 s 85         | 40 s 09         | 1 min 22 s 94   | + 4 s 58        |
| 12                                  | Juho Sattanen           | Finlande           | 41 s 75         | 41 s 38         | 1 min 23 s 13   | + 4 s 77        |
| 13                                  | Miks Edgars Zvejnieks   | Lettonie           | 43 s 35         | 39 s 83         | 1 min 23 s 18   | + 4 s 82        |
| 14                                  | Tonis Luik              | Estonie            | 42 s 45         | 40 s 97         | 1 min 23 s 42   | + 5 s 06        |
| 15                                  | Victor Schuller         | France             | 43 s 21         | 40 s 52         | 1 min 23 s 73   | + 5 s 37        |
| 16                                  | Georgi Nushev           | Bulgarie           | 42 s 13         | 42 s 01         | 1 min 24 s 14   | + 5 s 78        |
| 17                                  | Harry Laidlaw           | Australie          | 43 s 26         | 41 s 30         | 1 min 24 s 56   | + 6 s 20        |
| 18                                  | Massimiliano Valcareggi | Grèce              | 42 s 65         | 42 s 19         | 1 min 24 s 84   | + 6 s 48        |
| 19                                  | Martin Stepan           | République tchèque | 44 s 12         | 40 s 86         | 1 min 24 s 98   | + 6 s 62        |
| 20                                  | Artem Pak               | Russie             | 44 s 70         | 41 s 31         | 1 min 26 s 01   | + 7 s 65        |
| 21                                  | Marton Kekesi           | Hongrie            | 44 s 57         | 41 s 99         | 1 min 26 s 56   | + 8 s 20        |
| 22                                  | Manuel Hug              | Liechtenstein      | 42 s 94         | 45 s 04         | 1 min 27 s 98   | + 9 s 62        |
| 23                                  | Harry Izard−Price       | Nouvelle-Zélande   | 46 s 12         | 43 s 05         | 1 min 29 s 17   | + 10 s 81       |
| 24                                  | Rokas Zaveckas          | Lituanie           | 46 s 05         | 43 s 24         | 1 min 29 s 29   | + 10 s 93       |
| 25                                  | Seiya Hiroshima         | Japon              | 47 s 64         | 42 s 68         | 1 min 30 s 32   | + 11 s 96       |
| 26                                  | Dmytro Mytsak           | Ukraine            | 46 s 30         | 44 s 34         | 1 min 30 s 64   | + 12 s 28       |
| 27                                  | Mihai Andrei Centiu     | Roumanie           | 46 s 61         | 46 s 82         | 1 min 33 s 43   | + 15 s 07       |
| 28                                  | Alexandre Mohbat        | Liban              | 48 s 53         | 45 s 88         | 1 min 34 s 41   | + 16 s 05       |
| 29                                  | Mustafa Topaloglu       | Turquie            | 48 s 34         | 48 s 87         | 1 min 37 s 21   | + 18 s 85       |
| 30                                  | Nima Baha               | Iran               | 49 s 04         | 48 s 76         | 1 min 37 s 80   | + 19 s 44       |
| 31                                  | Arkadiy Semenchenko     | Ouzbékistan        | 54 s 44         | 49 s 94         | 1 min 44 s 38   | + 26 s 02       |
| 32                                  | Sive Speelman           | Afrique du Sud     | 53 s 13         | 52 s 04         | 1 min 45 s 17   | + 26 s 81       |
| 33                                  | Tobias Macedo           | Brésil             | 56 s 45         | 49 s 14         | 1 min 45 s 59   | + 27 s 23       |
| 34                                  | Dinos Lefkaritis        | Chypre             | 1 min 02 s 83   | 47 s 62         | 1 min 50 s 45   | + 32 s 09       |
| 35                                  | Wu Meng−Che             | Taipei chinois     | 1 min 14 s 46   | 1 min 11 s 01   | 2 min 25 s 47   | + 1 min 07 s 11 |
|                                     | Alex Leever             | États-Unis         | 40 s 44         | N'a pas terminé | N'a pas terminé | N'a pas terminé |
|                                     | Marcus Monsen           | Norvège            | 40 s 44         | N'a pas terminé | N'a pas terminé | N'a pas terminé |
|                                     | Kim Dong−Woo            | Corée du Sud       | 41 s 85         | N'a pas terminé | N'a pas terminé | N'a pas terminé |
|                                     | Nikoloz Kozanashvili    | Géorgie            | 43 s 25         | N'a pas terminé | N'a pas terminé | N'a pas terminé |
|                                     | Sebastian Echeverria    | Chili              | 43 s 52         | N'a pas terminé | N'a pas terminé | N'a pas terminé |
|                                     | Ruslan Sabitov          | Kazakhstan         | 45 s 55         | N'a pas terminé | N'a pas terminé | N'a pas terminé |
|                                     | Marjan Nashoku          | Macédoine du Nord  | 45 s 99         | N'a pas terminé | N'a pas terminé | N'a pas terminé |
|                                     | Shannon Abeda           | Érythrée           | 46 s 14         | N'a pas terminé | N'a pas terminé | N'a pas terminé |
|                                     | Ian Gut                 | Suisse             | 46 s 96         | N'a pas terminé | N'a pas terminé | N'a pas terminé |
|                                     | Marko Sljivic           | Bosnie-Herzégovine | 47 s 38         | N'a pas terminé | N'a pas terminé | N'a pas terminé |
|                                     | Frederik Munck Bigom    | Danemark           | 47 s 45         | N'a pas terminé | N'a pas terminé | N'a pas terminé |
|                                     | Adam Lamhamedi          | Maroc              | 48 s 14         | N'a pas terminé | N'a pas terminé | N'a pas terminé |
|                                     | Bryan Pelassy           | Monaco             | 48 s 19         | N'a pas terminé | N'a pas terminé | N'a pas terminé |
|                                     | Vincenzo Michelotti     | Saint-Marin        | 48 s 67         | N'a pas terminé | N'a pas terminé | N'a pas terminé |
|                                     | Abel Tesfamariam        | Philippines        | 52 s 02         | N'a pas terminé | N'a pas terminé | N'a pas terminé |
|                                     | Adria Bertran           | Espagne            | N'a pas terminé | N'a pas terminé | N'a pas terminé | N'a pas terminé |
|                                     | Jakob Helgi Bjarnason   | Islande            | Disqualifié     | Disqualifié     | Disqualifié     | Disqualifié     |
|                                     | Andrzej Dziedzic        | Pologne            | N'a pas terminé | N'a pas terminé | N'a pas terminé | N'a pas terminé |
|                                     | Martin Fjeldberg        | Norvège            | N'a pas terminé | N'a pas terminé | N'a pas terminé | N'a pas terminé |
|                                     | Paul Henderson          | Grande-Bretagne    | N'a pas terminé | N'a pas terminé | N'a pas terminé | N'a pas terminé |
|                                     | Leny Herpin             | France             | N'a pas terminé | N'a pas terminé | N'a pas terminé | N'a pas terminé |
|                                     | Miha Hrobat             | Slovénie           | N'a pas terminé | N'a pas terminé | N'a pas terminé | N'a pas terminé |
|                                     | Bibash Lama             | Népal              | N'a pas terminé | N'a pas terminé | N'a pas terminé | N'a pas terminé |
|                                     | Lambert Quezel          | Canada             | N'a pas terminé | N'a pas terminé | N'a pas terminé | N'a pas terminé |
|                                     | Marco Schwarz           | Autriche           | N'a pas terminé | N'a pas terminé | N'a pas terminé | N'a pas terminé |
|                                     | Strahinja Stanisic      | Serbie             | Disqualifié     | Disqualifié     | Disqualifié     | Disqualifié     |
|                                     | Hannes Zingerle         | Italie             | N'a pas terminé | N'a pas terminé | N'a pas terminé | N'a pas terminé |

### Combiné hommes
L'épreuve s'est déroulée le 15 janvier avec 54 athlètes de 46 pays différents.
| Médaille d'or, Jeux olympiques      | 11 | Marco Schwarz           | Autriche           | 1 min 03 s 32   | 1               | 37 s 13         | 2               | 1 min 40 s 45   |                 |                 |                 |
| Médaille d'argent, Jeux olympiques  | 23 | Miha Hrobat             | Slovénie           | 1 min 03 s 39   | 2               | 37 s 73         | 6               | 1 min 41 s 12   | + 0 s 67        |                 |                 |
| Médaille de bronze, Jeux olympiques | 40 | Sandro Simonet          | Suisse             | 1 min 04 s 33   | 9               | 37 s 12         | 1               | 1 min 41 s 45   | + 1 s 00        |                 |                 |
| 4                                   | 1  | Marcus Monsen           | Norvège            | 1 min 04 s 19   | 8               | 38 s 02         | 8               | 1 min 42 s 21   | + 1 s 76        |                 |                 |
| 5                                   | 5  | Leny Herpin             | France             | 1 min 05 s 10   | 14              | 37 s 15         | 3               | 1 min 42 s 25   | + 1 s 80        |                 |                 |
| 6                                   | 18 | Fredrik Bauer           | Suède              | 1 min 04 s 08   | 6               | 38 s 58         | 13              | 1 min 42 s 66   | + 2 s 21        |                 |                 |
| 7                                   | 13 | Stefan Hadalin          | Slovénie           | 1 min 04 s 64   | 11              | 38 s 03         | 9               | 1 min 42 s 67   | + 2 s 22        |                 |                 |
| 7                                   | 43 | Mathias Elmar Graf      | Autriche           | 1 min 04 s 16   | 7               | 38 s 51         | 12              | 1 min 42 s 67   | + 2 s 22        |                 |                 |
| 9                                   | 41 | Istok Rodes             | Croatie            | 1 min 05 s 51   | 19              | 37 s 70         | 5               | 1 min 43 s 21   | + 2 s 76        |                 |                 |
| 10                                  | 25 | Alex Leever             | États-Unis         | 1 min 05 s 98   | 25              | 37 s 36         | 4               | 1 min 43 s 34   | + 2 s 89        |                 |                 |
| 11                                  | 33 | Seiya Hiroshima         | Japon              | 1 min 05 s 54   | 20              | 37 s 86         | 7               | 1 min 43 s 40   | + 2 s 95        |                 |                 |
| 12                                  | 10 | Victor Schuller         | France             | 1 min 04 s 65   | 12              | 39 s 00         | 16              | 1 min 43 s 65   | + 3 s 20        |                 |                 |
| 13                                  | 17 | Martin Stepan           | République tchèque | 1 min 06 s 04   | 26              | 38 s 08         | 10              | 1 min 44 s 12   | + 3 s 67        |                 |                 |
| 14                                  | 4  | Nikolaus Ertl           | Allemagne          | 1 min 05 s 64   | 21              | 38 s 98         | 15              | 1 min 44 s 62   | + 4 s 17        |                 |                 |
| 15                                  | 6  | Kim Dong-Woo            | Corée du Sud       | 1 min 06 s 38   | 28              | 38 s 31         | 11              | 1 min 44 s 69   | + 4 s 24        |                 |                 |
| 16                                  | 44 | Ramiro Fregonese        | Argentine          | 1 min 06 s 72   | 33              | 38 s 89         | 14              | 1 min 45 s 61   | + 5 s 16        |                 |                 |
| 17                                  | 47 | Manuel Hug              | Liechtenstein      | 1 min 06 s 52   | 29              | 39 s 27         | 17              | 1 min 45 s 79   | + 5 s 34        |                 |                 |
| 18                                  | 45 | Lambert Quezel          | Canada             | 1 min 05 s 96   | 24              | 40 s 23         | 21              | 1 min 46 s 19   | + 5 s 74        |                 |                 |
| 19                                  | 19 | Georgi Nushev           | Bulgarie           | 1 min 06 s 78   | 34              | 39 s 50         | 19              | 1 min 46 s 28   | + 5 s 83        |                 |                 |
| 20                                  | 8  | Martin Grasic           | Canada             | 1 min 06 s 88   | 35              | 39 s 49         | 18              | 1 min 46 s 37   | + 5 s 92        |                 |                 |
| 21                                  | 31 | Sebastian Echeverria    | Chili              | 1 min 06 s 61   | 31              | 40 s 12         | 20              | 1 min 46 s 73   | + 6 s 28        |                 |                 |
| 22                                  | 16 | Harry Izard-Price       | Nouvelle-Zélande   | 1 min 07 s 66   | 38              | 40 s 62         | 22              | 1 min 48 s 28   | + 7 s 83        |                 |                 |
| 23                                  | 12 | Lucas Krahnert          | Allemagne          | 1 min 03 s 96   | 4               | 45 s 85         | 29              | 1 min 49 s 81   | + 9 s 36        |                 |                 |
| 24                                  | 39 | Marton Kekesi           | Hongrie            | 1 min 09 s 58   | 43              | 41 s 43         | 23              | 1 min 51 s 01   | + 10 s 56       |                 |                 |
| 25                                  | 35 | Mihai Andrei Centiu     | Roumanie           | 1 min 08 s 17   | 40              | 43 s 89         | 27              | 1 min 52 s 06   | + 11 s 61       |                 |                 |
| 26                                  | 22 | Dmytro Mytsak           | Ukraine            | 1 min 08 s 35   | 41              | 43 s 83         | 26              | 1 min 52 s 18   | + 11 s 73       |                 |                 |
| 27                                  | 48 | Frederik Munck Bigom    | Danemark           | 1 min 08 s 69   | 42              | 43 s 59         | 25              | 1 min 52 s 28   | + 11 s 83       |                 |                 |
| 28                                  | 49 | Rokas Zaveckas          | Lituanie           | 1 min 10 s 40   | 44              | 42 s 08         | 24              | 1 min 52 s 48   | + 12 s 03       |                 |                 |
| 29                                  | 52 | Alexandre Mohbat        | Liban              | 1 min 10 s 52   | 45              | 47 s 46         | 31              | 1 min 57 s 98   | + 17 s 53       |                 |                 |
| 30                                  | 50 | Bryan Pelassy           | Monaco             | 1 min 13 s 58   | 46              | 45 s 16         | 28              | 1 min 58 s 74   | + 18 s 29       |                 |                 |
| 31                                  | 51 | Nima Baha               | Iran               | 1 min 16 s 00   | 49              | 45 s 93         | 30              | 2 min 01 s 93   | + 21 s 48       |                 |                 |
| 32                                  | 54 | Mustafa Topaloglu       | Turquie            | 1 min 14 s 99   | 48              | 47 s 66         | 32              | 2 min 02 s 65   | + 22 s 20       |                 |                 |
| 33                                  | 53 | Sive Speelman           | Afrique du Sud     | 1 min 18 s 22   | 50              | 58 s 10         | 33              | 2 min 16 s 32   | + 35 s 87       |                 |                 |
|                                     |    | Roman Murin             | Slovaquie          | 1 min 05 s 37   | 16              | N'a pas terminé | N'a pas terminé | N'a pas terminé | N'a pas terminé | N'a pas terminé | N'a pas terminé |
|                                     | 3  | Hannes Zingerle         | Italie             | 1 min 03 s 97   | 5               | N'a pas terminé | N'a pas terminé | N'a pas terminé | N'a pas terminé | N'a pas terminé | N'a pas terminé |
|                                     | 9  | Martin Fjeldberg        | Norvège            | 1 min 03 s 44   | 3               | N'a pas terminé | N'a pas terminé | N'a pas terminé | N'a pas terminé | N'a pas terminé | N'a pas terminé |
|                                     | 14 | Davide de Villa         | Italie             | 1 min 04 s 65   | 12              | N'a pas terminé | N'a pas terminé | N'a pas terminé | N'a pas terminé | N'a pas terminé | N'a pas terminé |
|                                     | 15 | Artem Pak               | Russie             | 1 min 06 s 56   | 30              | N'a pas terminé | N'a pas terminé | N'a pas terminé | N'a pas terminé | N'a pas terminé | N'a pas terminé |
|                                     | 20 | Joan Verdu Sanchez      | Andorre            | 1 min 04 s 58   | 10              | N'a pas terminé | N'a pas terminé | N'a pas terminé | N'a pas terminé | N'a pas terminé | N'a pas terminé |
|                                     | 21 | Andrzej Dziedzic        | Pologne            | 1 min 05 s 69   | 22              | N'a pas terminé | N'a pas terminé | N'a pas terminé | N'a pas terminé | N'a pas terminé | N'a pas terminé |
|                                     | 26 | Ian Gut                 | Suisse             | 1 min 05 s 47   | 18              | N'a pas terminé | N'a pas terminé | N'a pas terminé | N'a pas terminé | N'a pas terminé | N'a pas terminé |
|                                     | 27 | Massimiliano Valcareggi | Grèce              | 1 min 05 s 42   | 17              | N'a pas terminé | N'a pas terminé | N'a pas terminé | N'a pas terminé | N'a pas terminé | N'a pas terminé |
|                                     | 28 | Adria Bertran           | Espagne            | 1 min 06 s 88   | 35              | N'a pas terminé | N'a pas terminé | N'a pas terminé | N'a pas terminé | N'a pas terminé | N'a pas terminé |
|                                     | 29 | Jakob Helgi Bjarnason   | Islande            | 1 min 05 s 34   | 15              | N'a pas terminé | N'a pas terminé | N'a pas terminé | N'a pas terminé | N'a pas terminé | N'a pas terminé |
|                                     | 30 | Paul Henderson          | Grande-Bretagne    | 1 min 05 s 89   | 23              | N'a pas terminé | N'a pas terminé | N'a pas terminé | N'a pas terminé | N'a pas terminé | N'a pas terminé |
|                                     | 32 | Ruslan Sabitov          | Kazakhstan         | 1 min 07 s 74   | 39              | N'a pas terminé | N'a pas terminé | N'a pas terminé | N'a pas terminé | N'a pas terminé | N'a pas terminé |
|                                     | 34 | Juho Sattanen           | Finlande           | 1 min 06 s 08   | 27              | N'a pas terminé | N'a pas terminé | N'a pas terminé | N'a pas terminé | N'a pas terminé | N'a pas terminé |
|                                     | 37 | Harry Laidlaw           | Australie          | 1 min 06 s 69   | 32              | N'a pas terminé | N'a pas terminé | N'a pas terminé | N'a pas terminé | N'a pas terminé | N'a pas terminé |
|                                     | 38 | Arkadiy Semenchenko     | Ouzbékistan        | 1 min 14 s 30   | 47              | N'a pas terminé | N'a pas terminé | N'a pas terminé | N'a pas terminé | N'a pas terminé | N'a pas terminé |
|                                     | 42 | Tonis Luik              | Estonie            | 1 min 06 s 98   | 37              | Disqualifié     | Disqualifié     | Disqualifié     | Disqualifié     | Disqualifié     | Disqualifié     |
|                                     | 7  | Dries van den Broecke   | Belgique           | N'a pas terminé | N'a pas terminé | N'a pas terminé | N'a pas terminé | N'a pas terminé | N'a pas terminé | N'a pas terminé |                 |
|                                     | 24 | Adam Lamhamedi          | Maroc              | N'a pas terminé | N'a pas terminé | N'a pas terminé | N'a pas terminé | N'a pas terminé | N'a pas terminé | N'a pas terminé |                 |
|                                     | 36 | Shannon Abeda           | Érythrée           | N'a pas terminé | N'a pas terminé | N'a pas terminé | N'a pas terminé | N'a pas terminé | N'a pas terminé | N'a pas terminé |                 |
|                                     | 46 | Miks Edgars Zvejnieks   | Lettonie           | N'a pas terminé | N'a pas terminé | N'a pas terminé | N'a pas terminé | N'a pas terminé | N'a pas terminé | N'a pas terminé |                 |

### Super-G femmes
L'épreuve s'est déroulée le 14 janvier avec 45 athlètes de 37 pays différents.
| Rang                                | N° | Nom                         | Pays               | Temps            | Différence       |
| ----------------------------------- | -- | --------------------------- | ------------------ | ---------------- | ---------------- |
| Médaille d'or, Jeux olympiques      | 9  | Estelle Alphand             | France             | 1 min 05 s 78    |                  |
| Médaille d'argent, Jeux olympiques  | 15 | Nora Grieg Christensen      | Norvège            | 1 min 05 s 79    | + 0 s 01         |
| Médaille de bronze, Jeux olympiques | 4  | Christina Ager              | Autriche           | 1 min 06 s 06    | + 0 s 28         |
| 4                                   | 2  | Clara Direz                 | France             | 1 min 06 s 09    | + 0 s 31         |
| 5                                   | 6  | Martina Rettenwender        | Autriche           | 1 min 06 s 10    | + 0 s 32         |
| 6                                   | 5  | Magdalena Fjällström        | Suède              | 1 min 06 s 23    | + 0 s 45         |
| 7                                   | 10 | Greta Small                 | Australie          | 1 min 06 s 52    | + 0 s 74         |
| 8                                   | 12 | Veronica Olivieri           | Italie             | 1 min 06 s 59    | + 0 s 81         |
| 9                                   | 22 | Petra Vlhova                | Slovaquie          | 1 min 06 s 86    | + 1 s 08         |
| 10                                  | 3  | Luana Fluetsch              | Suisse             | 1 min 06 s 99    | + 1 s 21         |
| 11                                  | 16 | Mikaela Tommy               | Canada             | 1 min 07 s 06    | + 1 s 28         |
| 12                                  | 32 | Saša Tršinski               | Croatie            | 1 min 07 s 07    | + 1 s 29         |
| 13                                  | 18 | Adriana Jelinkova           | Pays-Bas           | 1 min 07 s 22    | + 1 s 44         |
| 14                                  | 1  | Ekaterina Tkachenko         | Russie             | 1 min 07 s 39    | + 1 s 61         |
| 15                                  | 34 | Jenny Reinold               | Allemagne          | 1 min 07 s 42    | + 1 s 64         |
| 16                                  | 24 | Sara Ramentol               | Andorre            | 1 min 07 s 96    | + 2 s 18         |
| 17                                  | 11 | Piera Hudson                | Nouvelle-Zélande   | 1 min 08 s 06    | + 2 s 28         |
| 18                                  | 23 | Dominika Drozdikova         | République tchèque | 1 min 08 s 47    | + 2 s 69         |
| 19                                  | 21 | Ona Rocamora                | Espagne            | 1 min 08 s 99    | + 3 s 21         |
| 20                                  | 27 | Claudia Seidl               | Slovénie           | 1 min 09 s 92    | + 4 s 14         |
| 21                                  | 36 | Olivia Schoultz             | Finlande           | 1 min 10 s 27    | + 4 s 49         |
| 22                                  | 35 | Delfina Constantini         | Argentine          | 1 min 10 s 50    | + 4 s 72         |
| 23                                  | 31 | Kayo Denda                  | Japon              | 1 min 10 s 77    | + 4 s 99         |
| 24                                  | 25 | Rachelle Rogers             | Grande-Bretagne    | 1 min 11 s 05    | + 5 s 27         |
| 25                                  | 37 | Aleksandra Popova           | Bulgarie           | 1 min 11 s 92    | + 6 s 14         |
| 26                                  | 30 | Anastasiia Gorbunova        | Ukraine            | 1 min 12 s 53    | + 6 s 75         |
| 27                                  | 39 | Agnese Aboltina             | Lettonie           | 1 min 13 s 14    | + 7 s 36         |
| 28                                  | 29 | Jo Eun-Hwa                  | Corée du Sud       | 1 min 13 s 85    | + 8 s 07         |
| 29                                  | 40 | Zsuzsanna Ury               | Hongrie            | 1 min 14 s 36    | + 8 s 58         |
| 30                                  | 44 | Dila Kavur                  | Turquie            | 1 min 20 s 46    | + 14 s 68        |
| 31                                  | 43 | Celine Kairouz              | Liban              | 1 min 25 s 79    | + 20 s 01        |
| 32                                  | 45 | Hadis Ahmadi                | Iran               | 1 min 28 s 41    | + 22 s 63        |
|                                     | 41 | Anastasia Gkogkou           | Grèce              | N'a pas débutée  | N'a pas débutée  |
|                                     | 7  | Jasmina Suter               | Suisse             | N'a pas terminée | N'a pas terminée |
|                                     | 8  | Sasa Brezovnik              | Slovénie           | N'a pas terminée | N'a pas terminée |
|                                     | 13 | Jasmine Fiorano             | Italie             | N'a pas terminée | N'a pas terminée |
|                                     | 14 | Mina Fürst Holtmann         | Norvège            | N'a pas terminée | N'a pas terminée |
|                                     | 17 | Alisa Krauss                | Allemagne          | N'a pas terminée | N'a pas terminée |
|                                     | 19 | Julia Mueller-Ristine       | États-Unis         | N'a pas terminée | N'a pas terminée |
|                                     | 20 | Helga Maria Vilhjalmsdottir | Islande            | N'a pas terminée | N'a pas terminée |
|                                     | 26 | Triin Tobi                  | Estonie            | N'a pas terminée | N'a pas terminée |
|                                     | 28 | Julie Faarup                | Danemark           | N'a pas terminée | N'a pas terminée |
|                                     | 33 | Roni Remme                  | Canada             | N'a pas terminée | N'a pas terminée |
|                                     | 42 | Mariya Grigorova            | Kazakhstan         | Disqualifiée     | Disqualifiée     |
|                                     | 38 | Katarzyna Wasek             | Pologne            | Disqualifiée     | Disqualifiée     |

### Slalom géant femmes
L'épreuve s'est déroulée le 18 janvier avec 55 athlètes de 48 pays différents.
| Rang                                | Nom                    | Pays               | Manche 1         | Manche 2         | Total            | Différence       |
| ----------------------------------- | ---------------------- | ------------------ | ---------------- | ---------------- | ---------------- | ---------------- |
| Médaille d'or, Jeux olympiques      | Clara Direz            | France             | 57 s 58          | 58 s 55          | 1 min 56 s 13    |                  |
| Médaille d'argent, Jeux olympiques  | Estelle Alphand        | France             | 57 s 69          | 58 s 65          | 1 min 56 s 34    | + 0 s 21         |
| Médaille de bronze, Jeux olympiques | Jasmina Suter          | Suisse             | 57 s 74          | 58 s 71          | 1 min 56 s 45    | + 0 s 32         |
| 4                                   | Petra Vlhova           | Slovaquie          | 57 s 35          | 59 s 16          | 1 min 56 s 51    | + 0 s 38         |
| 5                                   | Magdalena Fjällström   | Suède              | 57 s 14          | 59 s 45          | 1 min 56 s 59    | + 0 s 46         |
| 6                                   | Adriana Jelinkova      | Pays-Bas           | 58 s 34          | 58 s 63          | 1 min 56 s 97    | + 0 s 84         |
| 7                                   | Ekaterina Tkachenko    | Russie             | 58 s 61          | 59 s 41          | 1 min 58 s 02    | + 1 s 89         |
| 8                                   | Luana Fluetsch         | Suisse             | 58 s 70          | 59 s 71          | 1 min 58 s 41    | + 2 s 28         |
| 9                                   | Christina Ager         | Autriche           | 58 s 90          | 1 min 00 s 23    | 1 min 59 s 13    | + 3 s 00         |
| 10                                  | Sasa Brezovnik         | Slovénie           | 59 s 26          | 59 s 91          | 1 min 59 s 17    | + 3 s 04         |
| 11                                  | Sasa Trsinski          | Croatie            | 59 s 40          | 1 min 00 s 16    | 1 min 59 s 56    | + 3 s 43         |
| 12                                  | Veronica Olivieri      | Italie             | 59 s 86          | 59 s 95          | 1 min 59 s 81    | + 3 s 68         |
| 13                                  | Greta Small            | Australie          | 59 s 56          | 1 min 00 s 34    | 1 min 59 s 90    | + 3 s 77         |
| 14                                  | Alisa Krauss           | Allemagne          | 1 min 00 s 13    | 59 s 84          | 1 min 59 s 97    | + 3 s 84         |
| 15                                  | Roni Remme             | Canada             | 1 min 00 s 04    | 1 min 00 s 03    | 2 min 00 s 07    | + 3 s 94         |
| 16                                  | Dominika Drozdikova    | République tchèque | 59 s 97          | 1 min 00 s 84    | 2 min 00 s 81    | + 4 s 68         |
| 17                                  | Jasmine Fiorano        | Italie             | 59 s 25          | 1 min 01 s 77    | 2 min 01 s 02    | + 4 s 89         |
| 18                                  | Jenny Reinold          | Allemagne          | 1 min 00 s 73    | 1 min 00 s 54    | 2 min 01 s 27    | + 5 s 14         |
| 19                                  | Aleksandra Popova      | Bulgarie           | 1 min 00 s 62    | 1 min 00 s 82    | 2 min 01 s 44    | + 5 s 31         |
| 20                                  | Claudia Seidl          | Slovénie           | 1 min 01 s 07    | 1 min 00 s 71    | 2 min 01 s 78    | + 5 s 65         |
| 21                                  | Helga Vilhjalmsdottir  | Islande            | 1 min 00 s 31    | 1 min 01 s 75    | 2 min 02 s 06    | + 5 s 93         |
| 22                                  | Ona Rocamora           | Espagne            | 1 min 01 s 12    | 1 min 01 s 38    | 2 min 02 s 50    | + 6 s 37         |
| 23                                  | Kayo Denda             | Japon              | 1 min 00 s 99    | 1 min 01 s 68    | 2 min 02 s 67    | + 6 s 54         |
| 24                                  | Julia Mueller−Ristine  | États-Unis         | 1 min 01 s 86    | 1 min 01 s 31    | 2 min 03 s 17    | + 7 s 04         |
| 25                                  | Olivia Schoultz        | Finlande           | 1 min 02 s 51    | 1 min 02 s 37    | 2 min 04 s 88    | + 8 s 75         |
| 26                                  | Katarzyna Wasek        | Pologne            | 1 min 02 s 76    | 1 min 02 s 51    | 2 min 05 s 27    | + 9 s 14         |
| 27                                  | Triin Tobi             | Estonie            | 1 min 03 s 49    | 1 min 03 s 18    | 2 min 06 s 67    | + 10 s 54        |
| 28                                  | Jo Eun−Hwa             | Corée du Sud       | 1 min 03 s 30    | 1 min 04 s 07    | 2 min 07 s 37    | + 11 s 24        |
| 29                                  | Catherine Elvinger     | Luxembourg         | 1 min 03 s 44    | 1 min 04 s 16    | 2 min 07 s 60    | + 11 s 47        |
| 30                                  | Anastasiia Gorbunova   | Ukraine            | 1 min 04 s 42    | 1 min 04 s 52    | 2 min 08 s 94    | + 12 s 81        |
| 31                                  | Nada Zvizdic           | Bosnie-Herzégovine | 1 min 06 s 88    | 1 min 07 s 66    | 2 min 14 s 54    | + 18 s 41        |
| 32                                  | Susana Gavva           | Géorgie            | 1 min 07 s 73    | 1 min 07 s 28    | 2 min 15 s 01    | + 18 s 88        |
| 33                                  | Zsuzsanna Ury          | Hongrie            | 1 min 06 s 85    | 1 min 09 s 02    | 2 min 15 s 87    | + 19 s 74        |
| 34                                  | Florence Bell          | Irlande            | 1 min 06 s 73    | 1 min 09 s 33    | 2 min 16 s 06    | + 19 s 93        |
| 35                                  | Anastasia Gkogkou      | Grèce              | 1 min 08 s 07    | 1 min 09 s 06    | 2 min 17 s 13    | + 21 s 00        |
| 36                                  | Laura Pamerneckyte     | Lituanie           | 1 min 08 s 12    | 1 min 09 s 30    | 2 min 17 s 42    | + 21 s 29        |
| 37                                  | Julie Faarup           | Danemark           | 1 min 09 s 41    | 1 min 09 s 56    | 2 min 18 s 97    | + 22 s 84        |
| 38                                  | Dila Kavur             | Turquie            | 1 min 10 s 13    | 1 min 10 s 75    | 2 min 20 s 88    | + 24 s 75        |
| 39                                  | Celine Kairouz         | Liban              | 1 min 11 s 26    | 1 min 11 s 30    | 2 min 22 s 56    | + 26 s 43        |
| 40                                  | Mariya Grigorova       | Kazakhstan         | 1 min 10 s 94    | 1 min 11 s 75    | 2 min 22 s 69    | + 26 s 56        |
| 41                                  | Milena Radojicic       | Monténégro         | 1 min 12 s 80    | 1 min 10 s 99    | 2 min 23 s 79    | + 27 s 66        |
| 42                                  | Eliza Nobre            | Brésil             | 1 min 10 s 76    | 1 min 13 s 54    | 2 min 24 s 30    | + 28 s 17        |
| 43                                  | Aanchal Thakur         | Inde               | 1 min 23 s 83    | 1 min 24 s 88    | 2 min 48 s 71    | + 52 s 58        |
|                                     | Mikaela Tommy          | Canada             | 57 s 69          | N'a pas terminée | N'a pas terminée | N'a pas terminée |
|                                     | Martina Rettenwender   | Autriche           | 59 s 33          | N'a pas terminée | N'a pas terminée | N'a pas terminée |
|                                     | Piera Hudson           | Nouvelle-Zélande   | 1 min 00 s 51    | N'a pas terminée | N'a pas terminée | N'a pas terminée |
|                                     | Delfina Costantini     | Argentine          | 1 min 00 s 96    | N'a pas terminée | N'a pas terminée | N'a pas terminée |
|                                     | Rachelle Rogers        | Grande-Bretagne    | 1 min 03 s 61    | N'a pas terminée | N'a pas terminée | N'a pas terminée |
|                                     | Macarena Montesinos    | Chili              | 1 min 03 s 67    | N'a pas terminée | N'a pas terminée | N'a pas terminée |
|                                     | Agnese Aboltina        | Lettonie           | N'a pas terminée | N'a pas terminée | N'a pas terminée | N'a pas terminée |
|                                     | Nora Grieg Christensen | Norvège            | N'a pas terminée | N'a pas terminée | N'a pas terminée | N'a pas terminée |
|                                     | Anastasiya Lesik       | Biélorussie        | Disqualifiée     | Disqualifiée     | Disqualifiée     | Disqualifiée     |
|                                     | Sara Ramentol          | Andorre            | Disqualifiée     | Disqualifiée     | Disqualifiée     | Disqualifiée     |
|                                     | Hadis Ahmadi           | Iran               | N'a pas débutée  | N'a pas débutée  | N'a pas débutée  | N'a pas débutée  |
|                                     | Isabella Todd          | Pérou              | N'a pas débutée  | N'a pas débutée  | N'a pas débutée  | N'a pas débutée  |

### Slalom femmes
L'épreuve s'est déroulée le 20 janvier avec 54 athlètes de 47 pays différents.
| Rang                                | Nom                    | Pays               | Manche 1         | Manche 2         | Total            | Différence       |
| ----------------------------------- | ---------------------- | ------------------ | ---------------- | ---------------- | ---------------- | ---------------- |
| Médaille d'or, Jeux olympiques      | Petra Vlhova           | Slovaquie          | 40 s 71          | 39 s 05          | 1 min 19 s 76    |                  |
| Médaille d'argent, Jeux olympiques  | Roni Remme             | Canada             | 42 s 05          | 39 s 20          | 1 min 21 s 25    | + 1 s 49         |
| Médaille de bronze, Jeux olympiques | Ekaterina Tkachenko    | Russie             | 42 s 39          | 39 s 23          | 1 min 21 s 62    | + 1 s 86         |
| 4                                   | Jasmina Suter          | Suisse             | 42 s 38          | 39 s 26          | 1 min 21 s 64    | + 1 s 88         |
| 5                                   | Jasmine Fiorano        | Italie             | 42 s 60          | 39 s 41          | 1 min 22 s 01    | + 2 s 25         |
| 6                                   | Estelle Alphand        | France             | 42 s 76          | 39 s 46          | 1 min 22 s 22    | + 2 s 46         |
| 7                                   | Greta Small            | Australie          | 43 s 83          | 40 s 41          | 1 min 24 s 24    | + 4 s 48         |
| 8                                   | Helga Vilhjalmsdottir  | Islande            | 45 s 63          | 39 s 29          | 1 min 24 s 92    | + 5 s 16         |
| 9                                   | Sasa Brezovnik         | Slovénie           | 46 s 93          | 39 s 12          | 1 min 26 s 05    | + 6 s 29         |
| 10                                  | Dominika Drozdikova    | République tchèque | 45 s 79          | 40 s 59          | 1 min 26 s 38    | + 6 s 62         |
| 11                                  | Claudia Seidl          | Slovénie           | 45 s 75          | 40 s 75          | 1 min 26 s 50    | + 6 s 74         |
| 12                                  | Julia Mueller−Ristine  | États-Unis         | 46 s 48          | 41 s 31          | 1 min 27 s 79    | + 8 s 03         |
| 13                                  | Olivia Schoultz        | Finlande           | 46 s 09          | 41 s 86          | 1 min 27 s 95    | + 8 s 19         |
| 14                                  | Triin Tobi             | Estonie            | 46 s 74          | 42 s 73          | 1 min 29 s 47    | + 9 s 71         |
| 15                                  | Piera Hudson           | Nouvelle-Zélande   | 47 s 93          | 41 s 69          | 1 min 29 s 62    | + 9 s 86         |
| 16                                  | Agnese Aboltina        | Lettonie           | 48 s 41          | 42 s 87          | 1 min 31 s 28    | + 11 s 52        |
| 17                                  | Anastasiya Lesik       | Biélorussie        | 47 s 56          | 44 s 63          | 1 min 32 s 19    | + 12 s 43        |
| 18                                  | Catherine Elvinger     | Luxembourg         | 48 s 25          | 44 s 73          | 1 min 32 s 98    | + 13 s 22        |
| 19                                  | Milena Radojicic       | Monténégro         | 49 s 46          | 45 s 00          | 1 min 34 s 46    | + 14 s 70        |
| 20                                  | Nada Zvizdic           | Bosnie-Herzégovine | 51 s 33          | 44 s 09          | 1 min 35 s 42    | + 15 s 66        |
| 21                                  | Anastasia Gkogkou      | Grèce              | 50 s 00          | 46 s 15          | 1 min 36 s 15    | + 16 s 39        |
| 22                                  | Susana Gavva           | Géorgie            | 49 s 94          | 46 s 46          | 1 min 36 s 40    | + 16 s 64        |
| 23                                  | Zsuzsanna Ury          | Hongrie            | 51 s 11          | 46 s 79          | 1 min 37 s 90    | + 18 s 14        |
| 24                                  | Florence Bell          | Irlande            | 51 s 71          | 46 s 35          | 1 min 38 s 06    | + 18 s 30        |
| 25                                  | Julie Faarup           | Danemark           | 53 s 20          | 49 s 14          | 1 min 42 s 34    | + 22 s 58        |
| 26                                  | Dila Kavur             | Turquie            | 53 s 74          | 49 s 08          | 1 min 42 s 82    | + 23 s 06        |
| 27                                  | Aanchal Thakur         | Inde               | 1 min 06 s 70    | 1 min 02 s 76    | 2 min 09 s 46    | + 49 s 70        |
| 28                                  | Isabella Todd          | Pérou              | 1 min 43 s 15    | 1 min 38 s 85    | 3 min 22 s 00    | + 2 min 02 s 24  |
|                                     | Christina Ager         | Autriche           | 41 s 89          | N'a pas terminée | N'a pas terminée | N'a pas terminée |
|                                     | Nora Greig Christensen | Norvège            | 43 s 08          | N'a pas terminée | N'a pas terminée | N'a pas terminée |
|                                     | Luana Fluetsch         | Suisse             | 41 s 61          | N'a pas terminée | N'a pas terminée | N'a pas terminée |
|                                     | Anastasiia Gorbunova   | Ukraine            | 48 s 73          | N'a pas terminée | N'a pas terminée | N'a pas terminée |
|                                     | Jenny Reinold          | Allemagne          | 43 s 90          | N'a pas terminée | N'a pas terminée | N'a pas terminée |
|                                     | Sasa Trsinski          | Croatie            | 41 s 95          | N'a pas terminée | N'a pas terminée | N'a pas terminée |
|                                     | Katarzyna Wasek        | Pologne            | 43 s 63          | N'a pas terminée | N'a pas terminée | N'a pas terminée |
|                                     | Delfina Costantini     | Argentine          | N'a pas terminée | N'a pas terminée | N'a pas terminée | N'a pas terminée |
|                                     | Kayo Denda             | Japon              | N'a pas terminée | N'a pas terminée | N'a pas terminée | N'a pas terminée |
|                                     | Clara Direz            | France             | N'a pas terminée | N'a pas terminée | N'a pas terminée | N'a pas terminée |
|                                     | Magdalena Fjällström   | Suède              | N'a pas terminée | N'a pas terminée | N'a pas terminée | N'a pas terminée |
|                                     | Mariya Grigorova       | Kazakhstan         | N'a pas terminée | N'a pas terminée | N'a pas terminée | N'a pas terminée |
|                                     | Adriana Jelinkova      | Pays-Bas           | N'a pas terminée | N'a pas terminée | N'a pas terminée | N'a pas terminée |
|                                     | Jo Eun−Hwa             | Corée du Sud       | N'a pas terminée | N'a pas terminée | N'a pas terminée | N'a pas terminée |
|                                     | Celine Kairouz         | Liban              | N'a pas terminée | N'a pas terminée | N'a pas terminée | N'a pas terminée |
|                                     | Alisa Krauss           | Allemagne          | N'a pas terminée | N'a pas terminée | N'a pas terminée | N'a pas terminée |
|                                     | Macarena Montesinos    | Chili              | N'a pas terminée | N'a pas terminée | N'a pas terminée | N'a pas terminée |
|                                     | Veronica Olivieri      | Italie             | N'a pas terminée | N'a pas terminée | N'a pas terminée | N'a pas terminée |
|                                     | Laura Pamerneckyte     | Lituanie           | N'a pas terminée | N'a pas terminée | N'a pas terminée | N'a pas terminée |
|                                     | Aleksandra Popova      | Bulgarie           | N'a pas terminée | N'a pas terminée | N'a pas terminée | N'a pas terminée |
|                                     | Sara Ramentol          | Andorre            | N'a pas terminée | N'a pas terminée | N'a pas terminée | N'a pas terminée |
|                                     | Ona Rocamora           | Espagne            | N'a pas terminée | N'a pas terminée | N'a pas terminée | N'a pas terminée |
|                                     | Martina Rettenwender   | Autriche           | N'a pas terminée | N'a pas terminée | N'a pas terminée | N'a pas terminée |
|                                     | Rachelle Rogers        | Grande-Bretagne    | N'a pas terminée | N'a pas terminée | N'a pas terminée | N'a pas terminée |
|                                     | Mikaela Tommy          | Canada             | N'a pas terminée | N'a pas terminée | N'a pas terminée | N'a pas terminée |
|                                     | Eliza Nobre            | Brésil             | Disqualifiée     | Disqualifiée     | Disqualifiée     | Disqualifiée     |

### Combiné femmes
L'épreuve s'est déroulée le 15 janvier avec 42 athlètes de 35 pays différents.
| Rang                                | N° | Nom                         | Pays               | Super-G         | Rang            | Slalom           | Rang             | Total            | Différence       |                 |
| ----------------------------------- | -- | --------------------------- | ------------------ | --------------- | --------------- | ---------------- | ---------------- | ---------------- | ---------------- | --------------- |
| Médaille d'or, Jeux olympiques      | 9  | Magdalena Fjällström        | Suède              | 1 min 05 s 23   | 2               | 35 s 59          | 2                | 1 min 40 s 82    |                  |                 |
| Médaille d'argent, Jeux olympiques  | 11 | Estelle Alphand             | France             | 1 min 04 s 74   | 1               | 36 s 67          | 7                | 1 min 41 s 41    | + 0 s 59         |                 |
| Médaille de bronze, Jeux olympiques | 24 | Adriana Jelinkova           | Pays-Bas           | 1 min 05 s 54   | 3               | 36 s 67          | 8                | 1 min 42 s 21    | + 1 s 39         |                 |
| 4                                   | 4  | Petra Vlhova                | Slovaquie          | 1 min 06 s 71   | 14              | 35 s 51          | 1                | 1 min 42 s 22    | + 1 s 40         |                 |
| 5                                   | 1  | Martina Rettenwender        | Autriche           | 1 min 05 s 84   | 7               | 36 s 41          | 3                | 1 min 42 s 25    | + 1 s 43         |                 |
| 6                                   | 2  | Clara Direz                 | France             | 1 min 05 s 64   | 5               | 36 s 67          | 6                | 1 min 42 s 31    | + 1 s 49         |                 |
| 7                                   | 3  | Luana Fluetsch              | Suisse             | 1 min 06 s 01   | 10              | 36 s 53          | 4                | 1 min 42 s 54    | + 1 s 72         |                 |
| 8                                   | 15 | Ekaterina Tkachenko         | Russie             | 1 min 05 s 88   | 9               | 37 s 21          | 12               | 1 min 43 s 09    | + 2 s 27         |                 |
| 9                                   | 32 | Roni Remme                  | Canada             | 1 min 06 s 37   | 12              | 36 s 89          | 10               | 1 min 43 s 26    | + 2 s 44         |                 |
| 10                                  | 7  | Jasmine Fiorano             | Italie             | 1 min 06 s 40   | 13              | 36 s 87          | 9                | 1 min 43 s 27    | + 2 s 45         |                 |
| 11                                  | 13 | Sasa Brezovnik              | Slovénie           | 1 min 06 s 85   | 15              | 36 s 63          | 5                | 1 min 43 s 48    | + 2 s 66         |                 |
| 12                                  | 6  | Veronica Olivieri           | Italie             | 1 min 05 s 70   | 6               | 37 s 82          | 13               | 1 min 43 s 52    | + 2 s 70         |                 |
| 13                                  | 12 | Greta Small                 | Australie          | 1 min 06 s 13   | 11              | 38 s 07          | 14               | 1 min 44 s 20    | + 3 s 38         |                 |
| 14                                  | 31 | Sasa Trsinski               | Croatie            | 1 min 06 s 93   | 16              | 38 s 28          | 15               | 1 min 45 s 21    | + 4 s 39         |                 |
| 15                                  | 17 | Helga Maria Vilhjalmsdottir | Islande            | 1 min 08 s 44   | 20              | 37 s 00          | 11               | 1 min 45 s 44    | + 4 s 62         |                 |
| 16                                  | 16 | Piera Hudson                | Nouvelle-Zélande   | 1 min 07 s 52   | 17              | 40 s 28          | 20               | 1 min 47 s 80    | + 6 s 98         |                 |
| 17                                  | 20 | Julia Mueller-Ristine       | États-Unis         | 1 min 07 s 93   | 18              | 40 s 17          | 19               | 1 min 48 s 10    | + 7 s 28         |                 |
| 18                                  | 30 | Kayo Denda                  | Japon              | 1 min 09 s 29   | 24              | 38 s 95          | 17               | 1 min 48 s 24    | + 7 s 42         |                 |
| 19                                  | 37 | Katarzyna Wasek             | Pologne            | 1 min 10 s 14   | 25              | 38 s 44          | 16               | 1 min 48 s 58    | + 7 s 76         |                 |
| 20                                  | 34 | Delfina Constantini         | Argentine          | 1 min 09 s 26   | 23              | 39 s 83          | 18               | 1 min 49 s 09    | + 8 s 27         |                 |
| 21                                  | 25 | Sara Ramentol               | Andorre            | 1 min 08 s 53   | 22              | 40 s 75          | 21               | 1 min 49 s 28    | + 8 s 48         |                 |
| 22                                  | 38 | Agnese Aboltina             | Lettonie           | 1 min 10 s 67   | 26              | 41 s 62          | 24               | 1 min 52 s 29    | + 11 s 47        |                 |
| 23                                  | 36 | Aleksandra Popova           | Bulgarie           | 1 min 11 s 34   | 27              | 41 s 13          | 22               | 1 min 52 s 47    | + 11 s 65        |                 |
| 24                                  | 35 | Olivia Schoultz             | Finlande           | 1 min 11 s 82   | 28              | 41 s 14          | 23               | 1 min 52 s 96    | + 12 s 14        |                 |
| 25                                  | 21 | Jo Eun-Hwa                  | Corée du Sud       | 1 min 12 s 71   | 29              | 41 s 86          | 25               | 1 min 54 s 57    | + 13 s 75        |                 |
| 26                                  | 29 | Julie Faarup                | Danemark           | 1 min 13 s 34   | 31              | 48 s 11          | 27               | 2 min 01 s 43    | + 20 s 61        |                 |
| 27                                  | 41 | Dila Kavur                  | Turquie            | 1 min 19 s 80   | 32              | 47 s 62          | 26               | 2 min 07 s 42    | + 26 s 60        |                 |
| 28                                  | 28 | Claudia Seidl               | Slovénie           | 1 min 08 s 44   | 20              | 1 min 01 s 19    | 30               | 2 min 09 s 63    | + 28 s 81        |                 |
| 29                                  | 40 | Celine Kairouz              | Liban              | 1 min 21 s 08   | 33              | 48 s 66          | 28               | 2 min 09 s 74    | + 28 s 92        |                 |
| 30                                  | 42 | Hadis Ahmadi                | Iran               | 1 min 24 s 82   | 34              | 50 s 15          | 29               | 2 min 14 s 97    | + 34 s 15        |                 |
|                                     | 22 | Anastasiia Gorbunova        | Ukraine            | 1 min 12 s 84   | 30              | N'a pas débutée  | N'a pas débutée  | N'a pas débutée  | N'a pas débutée  |                 |
|                                     | 5  | Nora Grieg Christensen      | Norvège            | 1 min 05 s 63   | 4               | N'a pas terminée | N'a pas terminée | N'a pas terminée | N'a pas terminée |                 |
|                                     | 10 | Jasmina Suter               | Suisse             | 1 min 05 s 84   | 7               | N'a pas terminée | N'a pas terminée | N'a pas terminée | N'a pas terminée |                 |
|                                     | 19 | Dominika Drozdikova         | République tchèque | 1 min 08 s 30   | 19              | N'a pas terminée | N'a pas terminée | N'a pas terminée | N'a pas terminée |                 |
|                                     | 8  | Christina Ager              | Autriche           | N'a pas débutée | N'a pas débutée | N'a pas débutée  | N'a pas débutée  | N'a pas débutée  | N'a pas débutée  | N'a pas débutée |
|                                     | 14 | Alisa Krauss                | Allemagne          | N'a pas débutée | N'a pas débutée | N'a pas débutée  | N'a pas débutée  | N'a pas débutée  | N'a pas débutée  | N'a pas débutée |
|                                     | 18 | Mikaela Tommy               | Canada             | N'a pas débutée | N'a pas débutée | N'a pas débutée  | N'a pas débutée  | N'a pas débutée  | N'a pas débutée  | N'a pas débutée |
|                                     | 23 | Ona Rocamora                | Espagne            | N'a pas débutée | N'a pas débutée | N'a pas débutée  | N'a pas débutée  | N'a pas débutée  | N'a pas débutée  | N'a pas débutée |
|                                     | 26 | Rachelle Rogers             | Grande-Bretagne    | N'a pas débutée | N'a pas débutée | N'a pas débutée  | N'a pas débutée  | N'a pas débutée  | N'a pas débutée  | N'a pas débutée |
|                                     | 27 | Triin Tobi                  | Estonie            | N'a pas débutée | N'a pas débutée | N'a pas débutée  | N'a pas débutée  | N'a pas débutée  | N'a pas débutée  | N'a pas débutée |
|                                     | 33 | Jenny Reinold               | Allemagne          | N'a pas débutée | N'a pas débutée | N'a pas débutée  | N'a pas débutée  | N'a pas débutée  | N'a pas débutée  | N'a pas débutée |
|                                     | 39 | Zsuzsanna Ury               | Hongrie            | N'a pas débutée | N'a pas débutée | N'a pas débutée  | N'a pas débutée  | N'a pas débutée  | N'a pas débutée  | N'a pas débutée |

### Épreuve parallèle par équipes mixtes
L'épreuve parallèle par équipes mixtes a eu lieu le 17 janvier avec 32 athlètes qui représentent 8 pays différents. L'épreuve consiste en une descente qui oppose deux femmes ou deux hommes de deux équipes différentes qui s’affrontent dans une course en duel.
|  | Quarts de finale                                                                   | Quarts de finale                                                                                    |                                                                                                 |                                            | Demi-finales | Demi-finales |  |  | Finale | Finale |
|  | Quarts de finale                                                                   | Quarts de finale                                                                                    |                                                                                                 |                                            | Demi-finales | Demi-finales |  |  | Finale | Finale |
|  |                                                                                    | |                                                                                                 |                                            |              |              |  |  |        |        |
|  |                                                                                    | |                                                                                                 |                                            |              |              |  |  |        |        |
|  |                                                                                    | |                                                                                                 |                                            |              |              |  |  |        |        |
|  | Suisse Jasmina Suter Ian Gut Luana Fluetsch Sandro Simonet                         | 1 + 0 s 45 + 0 s 33 N'a pas débutée 26 s 67                                                         |                                                                                                 |                                            |              |              |  |  |        |        |
|  | Suisse Jasmina Suter Ian Gut Luana Fluetsch Sandro Simonet                         | 1 + 0 s 45 + 0 s 33 N'a pas débutée 26 s 67                                                         |                                                                                                 |                                            |              |              |  |  |        |        |
|  | Norvège Nora Grieg Christensen Martin Fjeldberg Mina Fürst Holtmann Marcus Monsen  | 2 23 s 23 21 s 81 N'a pas débutée + 1 s 50                                                          |                                                                                                 |                                            |              |              |  |  |        |        |
|  | Norvège Nora Grieg Christensen Martin Fjeldberg Mina Fürst Holtmann Marcus Monsen  | 2 23 s 23 21 s 81 N'a pas débutée + 1 s 50                                                          | Italie (Total : 45 s 51) Veronica Olivieri Davide da Villa Jasmine Fiorano Hannes Zingerle      | 2 + 0 s 02 + 0 s 52 23 s 77 22 s 23        |              |              |  |  |        |        |
|  |                                                                                    | | Italie (Total : 45 s 51) Veronica Olivieri Davide da Villa Jasmine Fiorano Hannes Zingerle      | 2 + 0 s 02 + 0 s 52 23 s 77 22 s 23        |              |              |  |  |        |        |
|  |                                                                                    | Norvège (Total : 45 s 17) Nora Grieg Christensen Martin Fjeldberg Mina Fürst Holtmann Marcus Monsen | 2 23 s 26 21 s 91 N'a pas débuté + 0 s 38                                                       |                                            |              |              |  |  |        |        |
|  | Italie Veronica Olivieri Davide da Villa Jasmine Fiorano Hannes Zingerle           | Norvège (Total : 45 s 17) Nora Grieg Christensen Martin Fjeldberg Mina Fürst Holtmann Marcus Monsen | 2 23 s 26 21 s 91 N'a pas débuté + 0 s 38                                                       | 3 23 s 86 22 s 47 23 s 82 22 s 48          |              |              |  |  |        |        |
|  | Italie Veronica Olivieri Davide da Villa Jasmine Fiorano Hannes Zingerle           | |                                                                                                 | 3 23 s 86 22 s 47 23 s 82 22 s 48          |              |              |  |  |        |        |
|  | Allemagne Alisa Krauss Klaus Ertl Jenny Reinold Lucas Krahnert                     | 0 23 s 86 N'a pas terminé N'a pas terminée + 0 s 08                                                 |                                                                                                 |                                            |              |              |  |  |        |        |
|  | Allemagne Alisa Krauss Klaus Ertl Jenny Reinold Lucas Krahnert                     | 0 23 s 86 N'a pas terminé N'a pas terminée + 0 s 08                                                 | Autriche Martina Rettenwender Marco Schwarz Christina Ager Mathias Elmar Graf                   | 3 23 s 13 22 s 63 24 s 47 + 1 s 50         |              |              |  |  |        |        |
|  |                                                                                    | | Autriche Martina Rettenwender Marco Schwarz Christina Ager Mathias Elmar Graf                   | 3 23 s 13 22 s 63 24 s 47 + 1 s 50         |              |              |  |  |        |        |
|  |                                                                                    | Norvège Nora Grieg Christensen Martin Fjeldberg Mina Fürst Holtmann Marcus Monsen                   | 1 + 0 s 47 N'a pas terminé N'a pas débutée 22 s 53                                              |                                            |              |              |  |  |        |        |
|  | France (Total : 45 s 55) Estelle Alphand Victor Schuller Clara Direz Leny Herpin   | Norvège Nora Grieg Christensen Martin Fjeldberg Mina Fürst Holtmann Marcus Monsen                   | 1 + 0 s 47 N'a pas terminé N'a pas débutée 22 s 53                                              | 2 22 s 85 22 s 70 + 0 s 20 + 1 s 50        |              |              |  |  |        |        |
|  | France (Total : 45 s 55) Estelle Alphand Victor Schuller Clara Direz Leny Herpin   | |                                                                                                 | 2 22 s 85 22 s 70 + 0 s 20 + 1 s 50        |              |              |  |  |        |        |
|  | Slovénie (Total : 45 s 95) Claudia Seidl Stefan Hadalin Sasa Brezovnik Miha Hrobat | 2 + 1 s 36 + 0 s 76 23 s 45 22 s 50                                                                 |                                                                                                 |                                            |              |              |  |  |        |        |
|  | Slovénie (Total : 45 s 95) Claudia Seidl Stefan Hadalin Sasa Brezovnik Miha Hrobat | 2 + 1 s 36 + 0 s 76 23 s 45 22 s 50                                                                 | Autriche (Total : 45 s 23) Martina Rettenwender Marco Schwarz Christina Ager Mathias Elmar Graf | 2 + 0 s 03 22 s 11 23 s 12 N'a pas terminé |              |              |  |  |        |        |
|  |                                                                                    | | Autriche (Total : 45 s 23) Martina Rettenwender Marco Schwarz Christina Ager Mathias Elmar Graf | 2 + 0 s 03 22 s 11 23 s 12 N'a pas terminé |              |              |  |  |        |        |
|  |                                                                                    | France (Total : 45 s 43) Estelle Alphand Victor Schuller Clara Direz Leny Herpin                    | 2 23 s 12 + 0 s 20 + 0 s 04 22 s 54                                                             |                                            |              |              |  |  |        |        |
|  | Autriche Martina Rettenwender Marco Schwarz Christina Ager Mathias Elmar Graf      | France (Total : 45 s 43) Estelle Alphand Victor Schuller Clara Direz Leny Herpin                    | 2 23 s 12 + 0 s 20 + 0 s 04 22 s 54                                                             | 4 22 s 93 22 s 37 23 s 49 22 s 78          |              |              |  |  |        |        |
|  | Autriche Martina Rettenwender Marco Schwarz Christina Ager Mathias Elmar Graf      | |                                                                                                 | 4 22 s 93 22 s 37 23 s 49 22 s 78          |              |              |  |  |        |        |
|  | Canada Mikaela Tommy Martin Grasic Roni Remme Lambert Quezel                       | 0 + 0 s 42 N'a pas terminé + 0 s 30 N'a pas terminée                                                |                                                                                                 |                                            |              |              |  |  |        |        |
|  | Canada Mikaela Tommy Martin Grasic Roni Remme Lambert Quezel                       | 0 + 0 s 42 N'a pas terminé + 0 s 30 N'a pas terminée                                                |                                                                                                 |                                            |              |              |  |  |        |        |